# 최상필
최상필(1935년 9월 1일 ~ )은 대한민국의 기업가, 정치인이다.

## 학력
- 옥계초등학교
- 강릉상업중학교
- 강릉상업고등학교 졸업
- 건국대학교 행정학과 학사
- 관동대학교 경영행정대학원 경영학 석사
- 고려대학교 행정대학원 행정학 석사
- 서울대학교 행정대학원 행정학 석사

## 경력
- 창영운수 대표회장
- 민선 1기 강원도의회 의원(역대 정당 당속 전력: 민주자유당 → 무소속 → 신한국당 → 무소속)
- 무소속 강원도의회 의장
- 강릉농협 조합장

## 역대 선거 결과
|  | 0% |

|  | 13.25% |